# Zhijiang, Huaihua
Zhijiang, tidigare romaniserat Chihkiang, är ett autonomt härad för dong-folket som lyder under Huaihuas stad på prefekturnivå i Hunan-provinsen i södra Kina. Det ligger omkring 350 kilometer väster om provinshuvudstaden Changsha.